# حزقيال لازارو
حزقيال لازارو (بالإسبانية: Ezequiel Lázaro) هو لاعب كرة قدم أرجنتيني في مركز الوسط، ولد في 4 ديسمبر 1985 في قرطبة في الأرجنتين. لعب مع Alumni de Villa María ‏.

## وصلات خارجية
- حزقيال لازارو على موقع قاعدة بيانات كرة القدم.إي يو (الإنجليزية)
- حزقيال لازارو على موقع Soccerway.com (الإنجليزية)